# Phyllachora elettariae
Phyllachora elettariae är en svampart som först beskrevs av Berk. & Broome, och fick sitt nu gällande namn av Mordecai Cubitt Cooke 1885. Phyllachora elettariae ingår i släktet Phyllachora och familjen Phyllachoraceae.   Inga underarter finns listade i Catalogue of Life.